# Añelo
Añelo é uma cidade da Argentina, localizada na província de Neuquén.